# Anjeli słodko śpiewali
Anjeli słodko śpiewali – incipit polskiej anonimowej pieśni o Wniebowstąpieniu Pańskim, zanotowanej w bernardyńskim rękopiśmiennym modlitewniku z lat 30. lub 40. XVI wieku.
Pieśń składa się z 37 trójwersowych strof o budowie 8 aaa z jednowersowym refrenem: „Alleluja, Alleuja”. Pieśń poprzedzona jest notatką w języku łacińskim, informującą, że utwór powinien być śpiewany na melodię pieśni bożonorodzeniowej Witajże, dziecię rozkoszne (znajdującej się w Kancjonale puławskim). Notatka podaje również łaciński tytuł utworu Cancio de Assensione Domini. Wątek wniebowstąpienia, zaczerpnięty z Nowego Testamentu, został w pieśni rozbudowany o motywy apokryficzne.